# Стрілянина в Братиславі 2010

Район трагедії

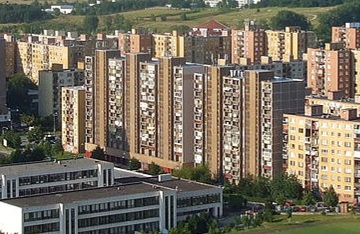
Точне місце трагедії

Стрілянина в Братиславі 2010 — масове вбивство, трагічна подія, що сталася вранці 30 серпня 2010 року в Братиславі.
У результаті стрілянини з автоматичної зброї, влаштованої 48-річним Любомиром Гарманом в районі Девінська Нова Вес, загинули — за різними даними — 7 осіб, 15 осіб було поранено.